# 385
سنة 385 م (بالأرقام الرومانية: CCCLXXXV) كانت سنة بسيطة تبدأ يوم الأربعاء (الرابط يظهر نموذج الجدول الزمني الكامل للسنة) من التقويم اليولياني. في ذلك الوقت كانت هذه السنة تعرف على أنها سنة تولي القنصلية من قبل أغسطس وباتو (وتعرف على نطاق أضيق بسنة 1138 من تاريخ تأسيس روما). بدأت تسمية السنة ب385 منذ العصور الوسطى المبكرة، عندما أصبح تقويم أنو دوميني هو الأسلوب السائد في أوروبا لتسمية السنوات.